# Соловьёв, Александр Михайлович
Александр Михайлович Соловьёв (25 июля 1886, Казань, Российская империя — 1966, Москва, СССР) — российский и советский художник и мемуарист. Ученик Николая Фешина в Казанской художественной школе и Дмитрия Кардовского в Высшем художественном училище при Императорской Академии художеств. Получил широкое признание как педагог. Живописец и писатель Алексей Смирнов называл его «генератором поворота в советском изобразительном искусстве и захвата художественных вузов бывшими дворянами и академистами». Кандидат искусствоведения Михаил Алексич отмечал, что к началу педагогической деятельности Александра Соловьёва преподавание рисунка сводилось к случайным указаниям мастера, и Соловьёв взял на себя труд «методически осмыслить педагогический процесс».
В годы Гражданской войны Александр Соловьёв активно участвовал в Белом движении, в том числе в карательных акциях против красных партизан в Сибири и на Дальнем Востоке, написал портрет Верховного правителя адмирала Александра Колчака, который копировался для государственных учреждений на контролируемых его армией территориях, обучал его возлюбленную Анну Тимирёву живописи. После окончания Гражданской войны был связан с московским криминалом, а затем длительное время сотрудничал с ГПУ и НКВД в качестве осведомителя.
После смерти Александра Соловьёва были опубликованы его дневниковые записи и воспоминания. В свою очередь, яркая и противоречивая личность художника и педагога была запечатлена в мемуарах многих его современников.

## Биография

### До Первой мировой войны
Александр Соловьёв родился в Казани 25 июля 1886 года. Его отец был дворянином и работал управляющим делами Казанского университета, мать происходила из аристократической семьи с русскими и немецкими корнями, работала при университетской клинике. Художник и писатель Алексей Смирнов описывал Соловьёва в молодости как «двухметрового атлета с бульдожьим лицом, на котором выделялись серые глаза навыкате и курносый нос с раздвоенным на конце хрящом». В юности Соловьёв занимался боксом, французской борьбой и атлетикой, был натурщиком для фотографов. Во время уличных кулачных боёв, которые происходили в Казани, он часто дрался с целой группой противников и любил «кулаками проделывать проходы среди дерущихся, не задумываясь калеча людей». Соловьёв обладал большой силой и даже в старости иногда ломал дверные ручки. У него отмечали ораторский талант. Соловьёв знал два иностранных языка (немецкий, которому его научила мать, и французский).
Первые уроки рисования молодой Александр Соловьёв получил у некоего художника Пиатровского. Юноша окончил гимназию, а затем юридический факультет Казанского университета (1904—1910) и одновременно Казанскую художественную школу у Николая Фешина (получил специальность учителя рисования, черчения и чистописания в средних учебных заведениях) по 1-му разряду, что давало ему право на поступление в Высшее художественное училище при Императорской Академии художеств без вступительных экзаменов. Позднее Александр Соловьёв писал, что юношей увидел «Черемисскую свадьбу» вместе с несколькими портретами и рисунками Фешина в казанской мастерской живописца. После этого Соловьёв пересмотрел своё отношение к цвету, он утверждал, что эти работы художника поставили перед ним «новые задачи». Соловьёв никогда не работал юристом, но современники отмечали богатство его внутреннего мира и способность к теоретическим обобщениям, которые связывали с обучением в университете.
С 1910 по 1915 годы Александр Соловьёв учился в Высшем художественном училище при Императорской академии художеств. Его преподавателями в годы обучения были Иван Творожников, Ян Ционглинский, Гуго Залеман и Дмитрий Кардовский (о нём в конце жизни Соловьёв писал: «Я обязан Дмитрию Николаевичу Кардовскому всем, что мною сделано в жизни, а также моей профессией и характером моей работы»).

### В годы Первой мировой и Гражданской войны
С 1914 года различные источники по-разному сообщают данные о жизни художника. По одним из них, он попал под мобилизацию и был отправлен на фронт в 1914 году (по свидетельству профессора Г. Смирнова, в 1915 году) с пятого курса, так как не сумел сдать экзамен по анатомии (студенты Высшего художественного училища не подлежали призыву). По другой версии, Соловьёв был вынужден на время покинуть Академию из-за туберкулёза лёгких для лечения. В августе 1920 года ему было отправлено извещение из Петроградских Государственных Свободных художественных мастерских (правопреемника Высшего художественного училища) о необходимости явиться на занятия до 15 сентября и исключении в случае неявки. Оно сохранилось (Российский государственный архив литературы и искусства, фонд 2664, опись 1, единица хранения 48, лист 1). Весной 1916 года Соловьёв находился на службе в регулярной армии, о чём свидетельствует документ, удостоверяющий завершение четырехмесячных курсов при военном училище. После демобилизации армии большевиками он вернулся не в Петроград, а в родную Казань.
С началом Гражданской войны Александр Соловьёв вступил в Народную армию Комитета членов Всероссийского учредительного собрания, базировавшуюся на Волге с июня по декабрь 1918 года. По предположению кандидата исторических наук Занфиры Девятьяровой, он мог служить в Отдельной стрелковой бригаде Владимира Каппеля. После объединения антибольшевистских сил Соловьёв в чине поручика оказался в составе 1-го Волжского армейского корпуса. В Омске он проходил службу в качестве инструктора в отделении по внешкольному образованию войск при Главном штабе. Девятьярова предполагала, что в круг его обязанностей входило воспитание рядового состава и подготовка боевых кадров при Штабе главнокомандующего союзными войсками в Сибири и на Дальнем Востоке Мориса Жанена. Она опознала Соловьёва на фотографии «Генерал Морис Жанен в группе у поезда. Омск, 1919 г.», хранящейся в коллекции Центрального государственного музея современной истории России.
Мемуары и уцелевшие документы позволили Девятьяровой предположить, что Соловьёв принимал участие в подавлении кустанайского восстания в апреле 1919 года, осенью того же года — в Тобольской операции, а также в Великом Сибирском Ледяном походе Каппеля. Художник вспоминал, что во время последнего он ехал рядом с лошадью, на которой «замёрзший труп Каппеля отступал с его армией». Сам Александр Соловьёв позже рассказывал, что был в то время глубоко верующим человеком, постоянно возил с собой большой крест и Новый Завет. Некоторых пленных красноармейцев он заставлял дать клятву на них, что они откажутся от борьбы против Белого движения.
В годы Гражданской войны Александр Соловьёв несколько раз обращался к навыкам живописца. К этому периоду относится рисунок, изображающий полковника Владимира Каппеля. В салон-вагоне адмирала Колчака он написал его портрет. Этот портрет затем был скопирован и разослан для государственных учреждений на территории, контролируемой войсками адмирала. Художник в то время входил в число близких друзей Анны Тимирёвой — возлюбленной адмирала Колчака — и давал ей уроки живописи. Из заметки в газете «Сибирская речь» за 1919 год известно, что он создавал плакаты в стиле русского народного лубка. Он дал мастер-класс рисунка в студии художника Алексея Клементьева в кадетском корпусе. Сын руководителя студии позже вспоминал: «Проездом однажды пришёл лейтенант, ученик Кардовского и соученик с [Василием] Шухаевым и [Александром] Яковлевым и изумил нас ловкостью сангинного рисунка».

### В Москве
После поражения Белого движения на Дальнем Востоке Александр Соловьёв по фальшивым документам, изменив внешность, стал пробираться в столицу. К 1922 году Александр Соловьёв жил в Москве. Современники деликатно обходили вниманием предшествующий период жизни Соловьёва, например, Г. Смирнов в его биографии утверждал, что «осенью 1922 года А. М. Соловьёв был откомандирован из армии в Москву» (при такой формулировке подразумевалось, что он служил в Красной Армии). По утверждению Алексея Смирнова, он некоторое время работал вышибалой в трактирах и пивных, а также вступил в преступную группу, которая грабила нэпманов. При этом сам Соловьев презирал уголовников.
Алексей Смирнов в своих воспоминаниях утверждал, что Александр Соловьёв в 1920-е годы поддерживал тесные деловые отношения с художником Василием Яковлевым в изготовлении копий старых мастеров (Снейдерса, Рубенса, Рембрандта). В Москве часто бывал американский меценат и коллекционер Арманд Хаммер с братом, которые скупали произведения искусства и антиквариат. Яковлев покупал старые картины с плохо сохранившимся красочным слоем и писал на них копии, которые продавал как подлинники Хаммерам. В переговорах с Хаммерами Соловьёв выдавал себя за саратовского помещика Мосолова, вёл переговоры о покупке картины, используя знание немецкого и французского языков, получал от Хаммеров оплату в рублях и валюте.
Соловьёв возобновил занятия в Студии живописи и рисования Ксаверия Чемко («Студия на Тверской»), где господствовал реалистический метод. Он считался обеспеченным человеком, ходил в дорогом английском костюме и галстуке-бабочке, резко выделяясь среди одетых в потрёпанные свитера студентов, имел деньги для оплаты занятий. Отказавшись от преступного ремесла, Соловьев зарабатывал портретами прохожих на московских улицах. Художник иногда увлекался и начинал разговаривать с интеллигентными клиентами на немецком и французском языках. Это привлекло внимание ГПУ. Так как художник согласился на сотрудничество на постоянной основе, Соловьеву простили службу в Белой армии и вручили паспорт с его настоящим именем и фамилией, предоставили комнату на Трубной площади, разрешили пригласить из Омска супругу.
Дмитрий Кардовский после случайной встречи с бывшим учеником помог Соловьеву устроиться преподавателем рисунка в художественную школу при Первой Образцовой типографии, пригласил его вести занятия в Студии живописи и рисования Ксаверия Чемко, а в 1934 году — преподавать рисунок в Московском архитектурном институте. В основном Соловьёв писал портреты передовиков производства и командиров Красной Армии. В это время Соловьёв сотрудничал в газете «Рабочая Москва». Некоторое время он работал в газете «Гудок». В это время художник познакомился с известными литераторами Михаилом Булгаковым, Юрием Олешей, Валентином Катаевым. Из-за различия жизненных позиций Соловьёв не стремился к дружеским отношениям с ними и наладил близкие отношения только с Ильёй Ильфом, в котором, в первую очередь ценил юмористический взгляд на мир.
С 1934 года Александр Соловьёв преподавал в Московском архитектурном институте (в 1942—1944 годах — исполняющий обязанности заведующего кафедрой рисунка), возглавлял кафедру рисунка (Николай Ростовцев называет её кафедрой рисунка и живописи, занятия со студентами по рисунку вёл Соловьёв, а по живописи — Ефим Чепцов) в Московском городском педагогическом институте имени В. П. Потёмкина (работал там в 1942—1944 годах), в 1944—1948 годах — в Московском институте прикладного и декоративного искусства, а с 1948 года — в Московском государственном художественном институте. Также он вёл занятия в Студии повышения квалификации художников РСФСР. Художник регулярно выступал с докладами на сессиях Академии художеств СССР и работал в Экспертной комиссии ВАК по присуждению научных степеней, в комиссиях по составлению учебных программ по рисунку, читал лекции в Институте кинематографии.
В годы Великой Отечественной войны Соловьёв неоднократно ездил на фронт на этюды и в беседах с друзьями упоминал, что однажды вынужден был вступить в штыковой бой с двумя немецкими мотоциклистами. Во время занятий он отказывался спускаться в бомбоубежище и продолжал работать со студентами. Кисти художника принадлежат парадные портреты маршалов СССР Семёна Тимошенко (1945, холст, масло, 105 х 85 см), Климента Ворошилова (1945, холст, масло, 105 х 85 см), Семёна Будённого (1945, холст, масло, 105 х 85 см). Серия этих портретов, выполненных Соловьёвым, входила в число созданных по заказу Госкультпросветиздата по аналогии с портретами героев Отечественной войны 1812 года и предназначалась для воспроизведения в качестве репродукций и распространения среди населения. Эта серия была передана в 1947 году в фонд изобразительного искусства Музея революции СССР. В настоящее время портреты находятся в фондах Музея современной истории России в Москве.
Алексей Смирнов писал, что когда Соловьёв завершил педагогическую деятельность, то ученики забыли о нём. Случайно встретив художника на улице, он позже писал, что Соловьёв «шёл, выпучив глаза, думая о чём-то своём и давя прохожих своей тушей». Единственным близким человеком Соловьёва осталась его вторая супруга. По-другому предстаёт это время в трактовке Михаила Алексича. По его словам, Академия художеств торжественно отпраздновала 80-летний юбилей Александра Соловьёва всего за несколько недель до его смерти. Официальные приветствия юбиляру были направлены Министерствами культуры СССР и РСФСР, а также рядом художественных вузов. В его адрес прозвучали речи учеников, ставших известными художниками, коллег. Стол, за которым он сидел на сцене, был завален подарками и цветами.
Александр Соловьёв умер в 1966 году и был похоронен на Ваганьковском кладбище (43 уч.), на его могиле было установлено только скромное надгробие.

## Личная жизнь
Художник был дважды женат. Первая жена Соловьёва была русской дворянкой, дочерью инженера. Она умерла впоследствии в психиатрической больнице. В этом браке у Соловьёва родилась дочь. Она стала военным хирургом и жила долгое время в Москве.
Со своей второй супругой, Ниной Константиновной, Соловьёв познакомился в Омске, занятом войсками адмирала Александра Колчака. Она пела в женском хоре, выступавшем в одном из местном кафе. Нину Константиновну описывали как «пухленькую, хорошенькую, изящную брюнетку с примесью армянской крови». Венчание проходило в омском Успенском кафедральном соборе. На свадьбе присутствовал генерал-лейтенант Константин Сахаров. В браке супруга проявила себя как «житейски умная, хитрая и ловкая женщина». Современник оценивал этот брак как вполне счастливый, но детей в браке не было. Соловьёв сопровождал жену — театральную актрису в советское время в гастрольных поездках от Одессы до Владивостока.
Алексей Смирнов писал, что от одной из натурщиц (её он характеризовал как «огромную кобылу под сто килограмм весом с тяжёлыми грудью и задом»), уже будучи пожилым человеком, Соловьёв прижил дочку, о которой проявлял заботу, но не удочерил официально.

## Особенности личности
Алексей Смирнов называл Соловьёва «отпетой кровавой сволочью и лично непорядочным человеком», но признавался, что испытывал к нему одновременно чувство любви, страха и презрения. Он писал, что художник считал «всех убеждённых и системных людей мразью и сволочью, а советскую власть — бандформированием». Смирнов отмечал у Соловьёва пристрастие к дорогим папиросам, водке, хорошему одеколону, восприятие самого себя как хозяина жизни. Даже в сельской местности при работе на натуре он появлялся в галстуке-бабочке и подтяжках, приводя в замешательство селян. В ресторане отеля «Савой» у него был собственный постоянный столик и обслуживавший его официант. Художник много пил и открыто спаивал своих собутыльников. В пьяном виде на этюдах Соловьёв проваливался в деревенские сортиры и ломал мебель. Спутникам художника приходилось доплачивать хозяевам, так как личных средств Соловьёва не хватало, чтобы заплатить за ущерб, который он причинял. Со временем у художника стали проявляться признаки алкогольного психоза и раздвоения личности. Утром он был не в состоянии вспомнить, что делал вечером и о чём беседовал с друзьями.
Николай Ростовцев писал, что в частных разговорах с другими преподавателями Александр Соловьёв всегда подчёркивал своё пристрастие к алкоголю и даже приносил на занятия термос со смесью дорогого французского коньяка и элитного кофе, которую перед лекцией давал понюхать коллегам. По мнению Ростовцева, это должно было оправдывать неудачную карьеру Соловьёва в живописи. Ростовцев утверждал, что Соловьёв вообще не пил и не любил художников-алкоголиков.
Художник получал удовольствие от драк, но предпочитал не начинать их сам, часто ввязываясь в потасовки, которые его лично не касались и набрасывался с кулаками на обе противостоящие друг другу группы. Особенно он ненавидел нэпманов и просиживал много времени в ресторане, дожидаясь начала драки. Один раз он переоценил свои силы и вынужден был спрятаться от преследователей в отдельном кабинете, где в тот день давал банкет будущий народный артист СССР Василий Качалов.
Смирнов утверждал, что художник по доброй воле стал «сотрудником Лубянки, доносчиком и предателем», он писал, что Соловьёв наладил контакты с бывшими белыми офицерами, как и он, работавшими осведомителями. Они заключили соглашение, что будут писать доносы исключительно на убеждённых коммунистов, евреев и кавказцев. В такой деятельности они видели форму борьбы против Советской власти. О работе художника на НКВД стало известно знакомым и соседям семьи Соловьёвых на Масловке. Сам художник предпочитал не задерживаться надолго в коридоре, так как его осыпали ругательствами и оскорблениями и даже пытались облить мочой и помоями, а его супруга боялась готовить на коммунальной кухне, так как в кастрюли подбрасывали дохлых мышей и толчёное стекло. Несколько раз вспыхивали драки. Обычно из-за этого пищу супруги готовили прямо в мастерской на керосинке, там же Соловьёвы оборудовали собственными силами отдельный туалет, чтобы лишний раз не пересекаться с соседями. С течением времени травля художника прекратилась. Современник вспоминал и благородные поступки Александра Соловьёва: так, он помог вещами и питанием художнику Льву Шамагину, который вышел из заключения после отсидки. Также он помогал Анне Темирёвой, которая жила в Подмосковье и преподавала рисование в школе. Он привозил ей продукты и деньги, обучал её сына живописи.
Соловьев завидовал успешной карьере своего близкого друга со времён гражданской войны Бориса Иогансона. Он называл его Борькой и рассказывал, что при отступлении белых Иогансон похитил у своей любовницы золотые вещи. Другим другом художника был кандидат искусствоведения, член-корреспондент Академии художеств СССР, профессор Николай Машковцев, известный участием в гонениях на авангардное искусство. В круг близкого общения Соловьёва входили также профессор графики Глеб Смирнов, его сын, также художник, и отставной офицер, живописец и преподаватель Василий Коллегаев. Вторая супруга Соловьёва наиболее близкими друзьями мужа называла Народного художника РСФСР Евгения Лансере и художника и искусствоведа Николая Радлова.
Михаил Алексич характеризовал художника как человека, воспринимаемого первоначально как строгого и даже сурового, не шедшего на компромиссы, но позже раскрывавшегося совершенно с другой стороны как «умный, эрудированный и любезный собеседник», тонко чувствующий юмор. Николай Ростовцев отмечал высокий уровень лекций Соловьёва (кроме учеников, на них приходили и студенты других вузов, привлечённые артистизмом лектора), его тщательную подготовку к ним.

## Деятельность живописца
Кандидат искусствоведения Михаил Алексич писал, что педагогическая деятельность отвлекла Александра Соловьёва от творчества. Хотя он продолжал заниматься живописью, но предпочитал не говорить о своих работах. Искусствовед видел в этом скромность и требовательность к себе, а также преклонение перед творениями великих мастеров прошлого.
Александр Соловьёв был членом Ассоциации художников революционной России — самой многочисленной из творческих групп 1920-х годов, бравшей за образец реалистическое искусство поздних передвижников для изображения побед и повседневной жизни Красной Армии, советского рабочего класса и крестьянства. Александр Соловьёв — участник групповой (совместно с И. Н. Жуковой и И. Н. Горяиновой) выставки в Москве в 1936 году. В 1967 году состоялась персональная посмертная выставка работ живописца в Переславле-Залесском. Эту выставку организовал и подготовил художник и педагог Глеб Смирнов. Живописные работы Соловьёва — портреты и пейзажи, они находятся в Переславль-Залесском музее-заповеднике, в Музее Вооруженных сил Министерства обороны, Государственном музее изобразительных искусств Республики Татарстан.
Действительный член Академии художеств СССР, доктор искусствоведения Алексей Сидоров выделял в произведениях Соловьёва тесную связь между рисунком и живописью. В рисунках он отмечал умение передать обнажённое тело, наиболее значительными он считал наброски художника, сделанные сангиной, отмечал их яркость, индивидуальность и силу. Соловьёв считал контур в рисунке явлением условным, отсутствующим в природе и существующим только в сознании человека. В противовес контуру он подчёркивал значение тона и штриховки.
В живописных произведениях художника Алексей Сидоров выделял спонтанность, непосредственность и свежесть. Алексей Сидоров отмечал, что сам Соловьёв называл собственные пейзажи этюдами, но это не означает их неряшливость или небрежность, напротив, художник проявил в них «быстроту восприятия и обобщённость видения». Его пейзажи небольшого формата, имеют цельную композицию, умело передают освещённость, время дня и «состояние атмосферы». Именно пейзажи стали в поздний период жизни художника основным жанром, в котором он работал. Среди запечатлённых им ландшафтов Крым, Прибалтика, Кавказ, Карпаты, Приволжье. Соловьёв неоднократно возвращался к уже давно завершённым полотнам и переделывал их. С этим некоторые из современников связывали причину отказа художника расставаться со своими работами для продажи

### Александр Соловьёв — натурщик
Художник позировал своему другу Борису Иогансону для картины «Допрос коммунистов» (холст, масло, 211 х 279 см). Картина была создана в 1933 году и в настоящее время находится в коллекции Государственной Третьяковской галереи. Соловьёв был натурщиком для фигуры белого офицера, который сидит в кресле спиной к зрителю. Алексей Смирнов утверждал, что художник в кругу друзей любил вспоминать о своей службе в армии КОМУЧа, но предпочитал не распространяться о службе в Белой армии, где участвовал в карательных экспедициях против красных партизан. Один из редких рассказов был о массовых казнях захваченных в плен красных, которых вешали рядом с овцами для того, чтобы унизить.
Алексей Смирнов утверждал, что Соловьёв также помог Борису Иогансону с работой над самим полотном «Допрос коммунистов», «прорисовав» фигуры изображённых на картине персонажей. Борис Иогансон, слабым местом в живописи которого было изображение человеческих фигур, отблагодарил своего друга, добившись предоставления ему мастерской в так называемом Городке художников на Масловке, куда Соловьёв переехал, покинув съёмную квартиру на Трубной.

## Педагогическая и научная деятельность
Художник и писатель Алексей Смирнов называл Соловьёва «генератором поворота в советском изобразительном искусстве и захвата художественных вузов бывшими дворянами и академистами». Кандидат искусствоведения Михаил Алексич отмечал, что к началу педагогической деятельности Александра Соловьёва преподавание рисунка сводилось к случайным указаниям мастера и художник взял на себя труд «методически осмыслить педагогический процесс», под которым понимал «комплекс постоянно усложняющихся задач». Соловьёв отмечал, что студенческие рисунки не предназначаются для демонстрации на выставках, а направлены на «постижение законов реалистического изображения». Кандидат искусствоведения О. Михайлова обращала внимание, что Соловьёв использовал «„объёмную“ теорию рисунка» (или «метод обрубовки»), которая к тому времени ещё не получила отражения в отечественных учебных пособиях. Рисунок он требовал начинать с «выявления» формы объекта. Форма сразу тонировалась. За следование этому методу Соловьёв был снят с должности заведующего кафедрой рисунка и живописи в МПИДИ по инициативе Александра Дейнеки, а два преподавателя — его ученика были уволены из вуза. При этом Дейнека приобрёл несколько студенческих работ, выполненных этим методом.
Александр Соловьёв активно участвовал в издании «Школы изобразительного искусства» (написал текст по рисунку). В 1955 году опубликовал небольшую книгу «Учебный натюрморт» под псевдонимом «А. Сергеев». Соавтор книг «Учебный рисунок» (1953) и «Рисунок в высшей художественной школе» (1957). Среди его статей современники выделяли «Основные понятия о рисовании с натуры» и «Рисунок головы».
Доцент Владимир Руднев, учившийся у Соловьёва, рассказывал, что в его время студенты называли педагога «Чистяковым 30-х годов», проводя этим аналогию с выдающимся преподавателем Императорской академии художеств конца XIX — начала XX веков. Он отмечал, что ученики воспринимали его как «что-то необыкновенно ясное и умное, а главное педагогически истинно уважаемое». Большое значение Соловьёв уделял интеллектуальному развитию своих учеников. На занятиях он, «рассказывая о простых вещах, умел возводить их в драгоценные открытия», советовал будущим художникам познакомиться с работой Владимира Ленина «Материализм и эмпириокритицизм» и приносил на занятия специально для студентов «Диалектику природы» Фридриха Энгельса. Педагог сам поправлял на рисунке ошибки учеников и сопровождал практическую работу разъяснением принципов реалистического искусства. Важным Руднев считал также то, что Соловьёв вводил студентов в круг своих друзей — крупных художников-реалистов, у которых они могли перенять опыт и выслушать практические советы, делал это «методично и последовательно».
Народный художник СССР Андрей Курнаков отмечал, что сильной стороной преподавания Соловьёва был акцент на рациональный подход к творчеству. Он приписывал профессору слова: «Рисовать надо вслух. Рисовать — это значит рассуждать». Занятие у Соловьёва продолжалось от четырёх до шести часов. Когда необходимо было сделать перерыв в работе, он пользовался им для бесед об искусстве. В общении со студентами Соловьёв не терял контроля над собой, хотя Курнаков отмечал его взволнованность и напряжённость. Голос всегда звучал чётко, а жесты дополняли мысли. Николай Ростовцев писал, что Соловьёв в общении со студентами всегда подчёркивал своё дворянское происхождение, которое давало ему ощущение своего превосходства над окружающими, смотрел на них сверху вниз и принципиально не допускал сердечности и простоты, которой от него ожидали ученики, тщательно следил за своим внешним видом. Слабого ученика он воспринимал как лишнего в вузе и отказывался заниматься с ним. Ростовцев предполагал, что артистизм, с которым Соловьёв читал лекции, говорит о том, что он мало заботился о профессионализме своих учеников и стремился лишь «показать себя и повысить свой авторитет». Он писал, что художник выполнял свои обязанности педагога лишь формально.
Современники отмечали у Соловьёва «общественный темперамент» и умение работать с начинающими художниками, которых он обучал основам мастерства живописца. Алексей Смирнов писал, что студенты любили своего профессора, хотя и считали его чудаком из-за намечающихся проблем с памятью и узнаванием. Он преподавал до глубокой старости и в конце жизни рассказывал своим студентам на занятиях забавные истории из жизни великих художников, вспоминал собственных преподавателей живописи и при этом плакал.
Александр Соловьёв — автор статей по истории искусства. В 1970 году был подготовлен и издан сборник, посвящённый Александру Соловьёву. В неё вошёл доклад Соловьёва «Проблема рисунка и его преподавания в Академии художеств», который был прочитан в 1958 году на Юбилейной сессии Академии художеств, посвященной её двухсотлетию. В нём был дан анализ развития реалистических традиций рисунка в этом учебном заведении с создания Академии до 1950-х годов. Здесь же была опубликована статья художника «Реакционная сущность и творческое бесплодие формализма и абстракционизма», рассказывающая о происхождении абстрактно-формалистического искусства и раскрывающая концепцию, лежащую в его основе.

## Александр Соловьёв — мемуарист
В 1970 году были опубликованы «Отрывки из дневников» художника, которые представляют собой не связанные между собой небольшие фрагменты дневников за разные годы, которые он снабдил пространными собственными комментариями в форме воспоминаний. Публикация состоит из нескольких фрагментов. Первый относится к периоду обучения в Казанской художественной школе и Высшей художественной школе Императорской академии художеств. Главными героями являются Николай Фешин и Дмитрий Кардовский. Соловьёв подробно рассказывает о методах обучения рисунку, существовавших в этих учебных заведениях, и о трудностях, с которыми сталкивался в процессе учёбы. Второй фрагмент включает всего одну страницу дневника и относится ко времени Первой мировой войны (дневниковая запись от 15 октября 1915 года). В этой записи художник связывает своё поступление в юнкерское училище и быструю военную карьеру с созданием портретов вышестоящих офицеров и членов их семей.
Следующий фрагмент относится к августу 1921 года. Соловьёв рассказывает о том, как работал уличным художником, о случайной встрече с Дмитрием Кардовским и неудачной попытке поступления во ВХУТЕМАС, когда на экзамене он не сумел изобразить «внутреннюю сущность объекта», которую от него требовали экзаменаторы-формалисты. Последние фрагменты не содержат дневниковых записей и представляют собой воспоминания об отдельных эпизодах педагогической деятельности. Они относятся к 1934 и 1953 годам. В последнем фрагменте содержится также размышление об отличиях систем преподавания Павла Чистякова и Дмитрия Кардовского.